# Battlefield (serijal)
Battlefield je serija videoigara koju je razvila švedska tvrtka EA DICE, a izdavač je američki Electronic Arts. Najnoviji naslov iz serije je Battlefield 2042, dostupan za Windows, PlayStation 4, PlayStation 5, Xbox One i Xbox Series X/S.

## Igre
| Godina | Naslov                       | Motor         |
| ------ | ---------------------------- | ------------- |
| 2002.  | Battlefield 1942             | Refractor 1   |
| 2004.  | Battlefield Vietnam          | Refractor 1   |
| 2005.  | Battlefield 2                | Refractor 2   |
| 2005.  | Battlefield 2: Modern Combat | RenderWare    |
| 2006.  | Battlefield 2142             | Refractor 2   |
| 2008.  | Battlefield: Bad Company     | Frostbite 1.0 |
| 2009.  | Battlefield Heroes           | Refractor 2   |
| 2009.  | Battlefield 1943             | Frostbite 1.5 |
| 2010.  | Battlefield: Bad Company 2   | Frostbite 1.5 |
| 2010.  | Battlefield Online           | Refractor 2   |
| 2011.  | Battlefield Play4Free        | Refractor 2   |
| 2011.  | Battlefield 3                | Frostbite 2   |
| 2013.  | Battlefield 4                | Frostbite 3   |
| 2015.  | Battlefield Hardline         | Frostbite 3   |
| 2016.  | Battlefield 1                | Frostbite 3   |
| 2018.  | Battlefield V                | Frostbite 3   |
| 2021.  | Battlefield 2042             | Frostbite     |

## Vanjske poveznice
- Službena stranica